# Rosalie Gardiner Jones
Rosalie Gardiner Jones (24 de febrero de 1883 - 12 de enero de 1978) fue una sufragista estadounidense. Tomó, como modelos a seguir, a las «Pankhursts» y tras conocer a las «Brown Women» organizó marchas similares para llamar la atención sobre la causa del sufragio femenino. Se la conoció como «General Jones» por sus seguidores.

## Primeros años y educación
Jones nació en Cold Spring Harbor (Nueva York). Su madre fue Mary Elizabeth Jones, que provenía de una familia de clase alta y rica, los Jones. Su padre era el Dr. Oliver Livingston Jones Sr. Cuando la madre de Rosalie murió en 1918 a causa de la Pandemia de gripe de 1918, su hijo heredó la mansión familiar, la Mansión Jones. Sin embargo, después de muchos años de peleas por la casa y acusaciones de maltrato a la mansión, Rosalie finalmente heredó la mansión para sí misma. Rosalie y su madre tenían puntos de vista muy diferentes sobre el sufragio femenino. Donde Mary Elizabeth era parte de las Asociaciones Anti-Sufragio del Estado de Nueva York, Jones era una activa sufragista y presidenta de la Asociación Nacional Americana del Sufragio Femenino del Condado de Nassau.
Jones obtuvo una licenciatura en artes en el Adelphi College de Brooklyn, y luego asistió a la Escuela de Derecho de Brooklyn. Obtuvo su licenciatura en el George Washington College of Law. Completó dos tesis diferentes,  The Labor Party in England y The American Standard of Living and World Cooperation.

## Carrera

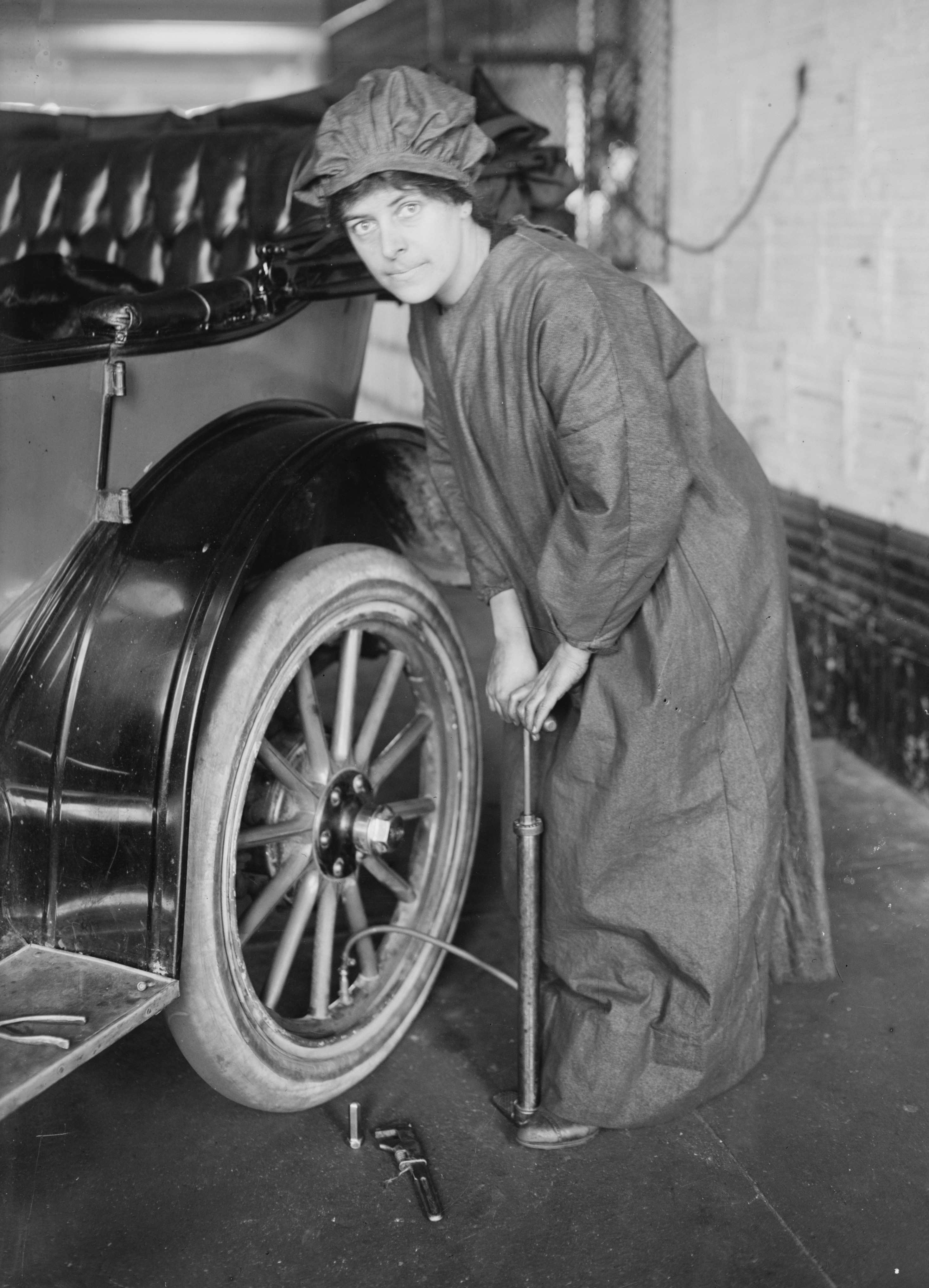
Jones, alrededor de 1910-1915

Jones fue influenciada en sus creencias sobre el papel de la mujer en la sociedad por las «Pankhursts», que eran sufragistas británicas. Organizó marchas similares a las de las «Brown Women» de Edimburgo en Londres algunos meses antes. Algunas de sus marchas más famosas incluyeron a Albany, en diciembre de 1912, y la marcha a Washington D. C. en febrero de 1913. Durante su famosa marcha de Manhattan (Nueva York) a Albany (Nueva York), lideró a más de 200 mujeres a lo largo de 175 millas en trece días. A pesar de que su madre era una antisufragista, Rosalie fue en contra de los deseos de su madre de que participara en estas marchas.
A principios de 1913, la «General Rosalie Jones» y sus «peregrinos», como se les llamaba, planeaban llegar al Capitolio de los Estados Unidos. Los informes dicen que se hicieron preparativos para la bienvenida de las 225 mujeres e incluso una recepción real. Una peregrina, Constance Leupp, llegó días antes y negó las historias sobre las penurias que sufrieron las marchistas. Citó: «[En la marcha] se divirtieron mucho». La «General Genevieve», jefe de la brigada de caballería, llevaría a sus propias jinetes a encontrarse con el «General Jones» con sus peregrinos. En Laurel (Maryland), Jones pasó la noche durante la marcha. Fue aquí donde Genevieve se encontró oficialmente con Jones y las escoltó a la ciudad.

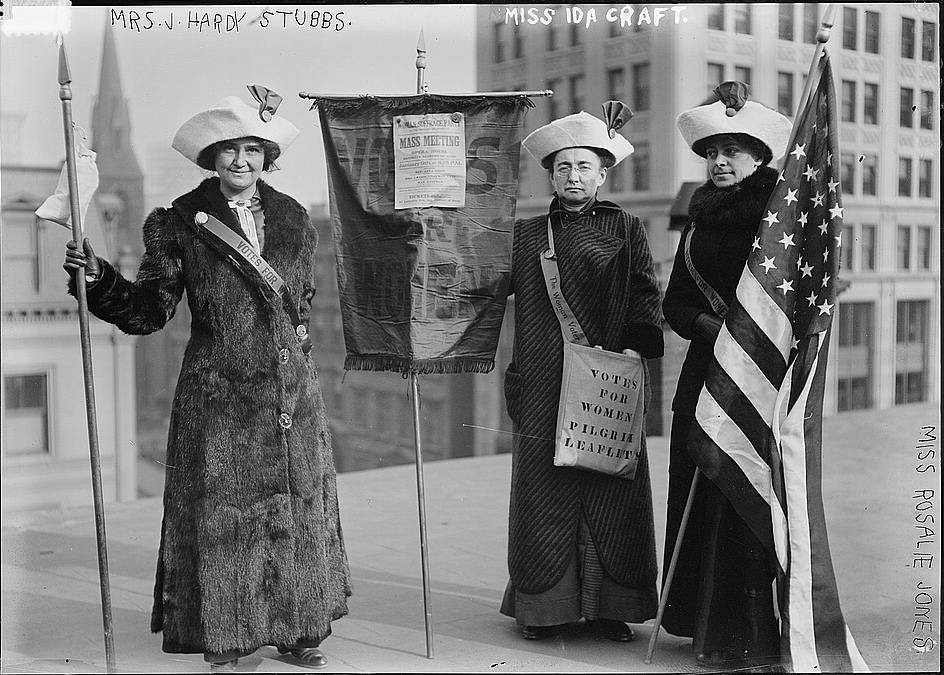
Jones, con las sufragistas Jessie Stubbs y Ida Craft, circa 1912-1913

Jones era conocida por su «ejército de guerreros» como el «General Jones» y con razón. Jones creía en la lucha de una batalla fuerte y no tenía miedo de hacer algo dramático para conseguir su punto de vista. Sus marchas podrían no haber sido tan famosas como la protesta de Alice Paul, pero Jones era una líder fuerte. Sus marchas eventualmente llevaron a la aprobación de la Decimonovena Enmienda a la Constitución de los Estados Unidos el 4 de junio de 1919 y luego a la ratificación de la enmienda el 18 de agosto de 1920.
En los años posteriores a sus protestas por el sufragio, Jones siguió luchando por lo que creía. En 1925, protestó contra el gobernador Al Smith y exigió que destituyera a Robert Moses como Presidente de la Comisión de Long Island Park por la apropiación de la propiedad de las personas sin una advertencia justa. Con poco apoyo, Jones regresó a su casa Long Island, donde vivió sola. Durante los años siguientes, Jones estuvo ocupada rompiendo tradiciones, criando cabras en su propiedad y peleando con sus vecinos y parientes. La relación con su familia siempre fue tensa y casi nunca agradable.

## Vida personal
El 15 de marzo de 1927, Jones se casó con Clarence Dill, un senador de los Estados Unidos de Washington.  Este matrimonio terminó en divorcio, lo cual fue ampliamente publicitado. Dill la acusó de ser una esposa y ama de casa espantosa y de avergonzarlo constantemente. Después de su divorcio, Jones se postuló sin éxito para el Congreso en noviembre de 1936 como demócrata.
Jones murió el 12 de enero de 1978, y sus cenizas fueron esparcidas fuera de la tumba de su madre en la Iglesia Episcopal de St. John en Cold Spring Harbor (Nueva York).